# سفارة زيمبابوي في الولايات المتحدة
سفارة زيمبابوي في الولايات المتحدة هي أرفع تمثيل دبلوماسي لدولة زيمبابوي لدى الولايات المتحدة. تقع السفارة في شمال غربي واشنطن العاصمة وهي تهدف لتعزيز المصالح الزيمبابوية في الولايات المتحدة.

## وصلات خارجية
- الموقع الرسمي
- قائمة سفارات زيمبابوي
- قائمة السفارات في الولايات المتحدة